# Joanna Pollakówna
Joanna Pollakówna (ur. 1 czerwca 1939 w Warszawie, zm. 28 czerwca 2002 tamże) – poetka, eseistka, historyk sztuki. Pisała też opowiadania dla dzieci (napisała m.in. scenariusz do telewizyjnego serialu animowanego Marceli Szpak dziwi się światu), tłumaczyła poezję. Była autorką publikacji z historii sztuki.
Debiutowała (jako poetka) w 1958 roku w „Nowej Kulturze”.
Laureatka wielu nagród, m.in. Nagrody Fundacji im. Kościelskich (1976), Fundacji Alfreda Jurzykowskiego (1992), Fundacji Kultury (1999).
Joanna Pollakówna była córką poety i tłumacza Seweryna Pollaka i poetki Wandy Grodzieńskiej, żoną tłumacza i publicysty Wiktora Dłuskiego.
Jej grób znajduje się na cmentarzu ewangelicko-augsburskim w Warszawie (aleja 46, grób 4).

## Twórczość
Tomy poezji
- Dysonanse (1961)
- Przytajenie barwy (1963)
- Korzyści podróży (1967)
- Żwir (1971)
- W cieniu (1972)
- Lato szpitalne (1975)
- Powolny pożar (1980)
- Rodzaj głodu (1986)
- Dziecko-drzewo (1992)
- Skąpa jasność (1990)
- Małomówność (1995)
- Ogarnąłeś mnie chłodem (2003)
- Wiersze zebrane (2012)
- Wieczność dopełni. Wiersze z lat 1958-2002 (2023)

Krytyka i historia sztuki
- Tytus Czyżewski (1972)
- Formiści (1972)
- Malarstwo polskie między wojnami 1918–1939 (1982)
- Czapski (1993)
- Byli bracia malarze...: o życiu i malowaniu braci Efraima i Menasze Seidenbeutlów (2002)

Eseje
- Myśląc o obrazach (1994)
- Glina i światło (1999)
- Weneckie tęsknoty (2003)

Książki dla dzieci
- Pytalik (1982)
- Pytalikowa okolica
- Generał bagniska (1986)
- Marceli Szpak dziwi się światu